# The Lollipops
The Lollipops – polski zespół rockowy założony w Olsztynie w 2008 roku. Muzyka zespołu nawiązuje do stylistyki lat 50. i 60 XX w.

## Historia
Na początku roku 2009 zespół w studiu Radia UWM FM nagrał debiutanckie EP Cold Cold Night Debut, które zostało udostępnione za darmo w internecie oraz do odsłuchania na myspace zespołu. W tym samym roku zespół zagrał w Toruniu na festiwalu Dzień Białej Flagi gdzie został zauważony przez Leszka Biolika, który zrealizował nagrania do pierwszego singla zespołu - Good Girl. W tym samym roku utwór zadebiutował na Liście Przebojów Programu Trzeciego, gdzie dotarł do dwudziestego miejsca. Zespół cały czas koncertował po Polsce, grając koncerty na różnych przeglądach i festiwalach, w tym na festiwalu Open’er Festival w Gdyni. W międzyczasie również The Lollipops zagrali kilka koncertów na żywo w Studiu im. Agnieszki Osieckiej w ramach audycji Piotra Stelmacha Offensywa. Pod koniec roku 2010 zespół nagrał debiutancki krążek Hold! w warszawskim oddziale Studia im. Adama Mickiewicza. Produkcją zajęli się Maciej Cieślak oraz Marcin Bors. Debiutancka płyta ukazała się nagładem Agencji Fonograficznej Polskiego Radia 21 marca 2011 roku.
29 Lipca 2011 roku, wystąpili we Wrocławiu jako support zespołu Grinderman w ramach festiwalu Nowe Horyzonty. The Lollipops wygrali w konkursie organizowanym przez portal muzyczny T-Mobile-Music (dawniej eramusicgarden.pl), w którym uczestniczyło kilkadziesiąt z zespołów z całej Polski. W półfinale klubowym razem z zespołami Camero Cat oraz Searching For Calm pokonali resztę uczestników i ich piosenki zostały wysłane do Jury składającego się z muzyków Grindermana, którzy podjęli ostateczną decyzję o suporcie.
7 sierpnia 2011 roku The Lollipops wystąpiło na Trójkowej Scenie Prezydencji Katowickiego Off Festivalu.
15 października 2015 roku zespół postanowił zawiesić działalność.

## Nagrody
- Grand Prix Szczecińskiego Festiwalu Młodych Talentów za piosenkę Good Girl w 2010 roku[8].

## Dyskografia

### Albumy studyjne
- Hold! (21 marca 2011)
- Miniatures (21 marca 2014)

### Minialbumy
- Cold Cold Night Debut (demo) – 2009
- Trash Bottles And Guns (demo) – 2009
- Jack Horror Show - 2010[9]
- Daydreaming (EP) – 2012

### Single
- Hello, Farewell
- Good Girl (2009)
- Girls’ Night Out (2011)[10]
- She Makes Mistakes - She Will Be Fine (2014)[11]